# 疏花风轮菜
疏花风轮菜（学名：Clinopodium laxiflorum）为唇形科风轮菜属下的一个种。

## 扩展阅读
- 維基物種上的相關：疏花风轮菜

1. ↑  https://www.gbif.org/species/7307058
2. ↑  http://taibif.tw/zh/namecode/433823
3. ↑  https://taiwania.ntu.edu.tw/pdf/tai.1998.43.108.pdf